# يونس قابول

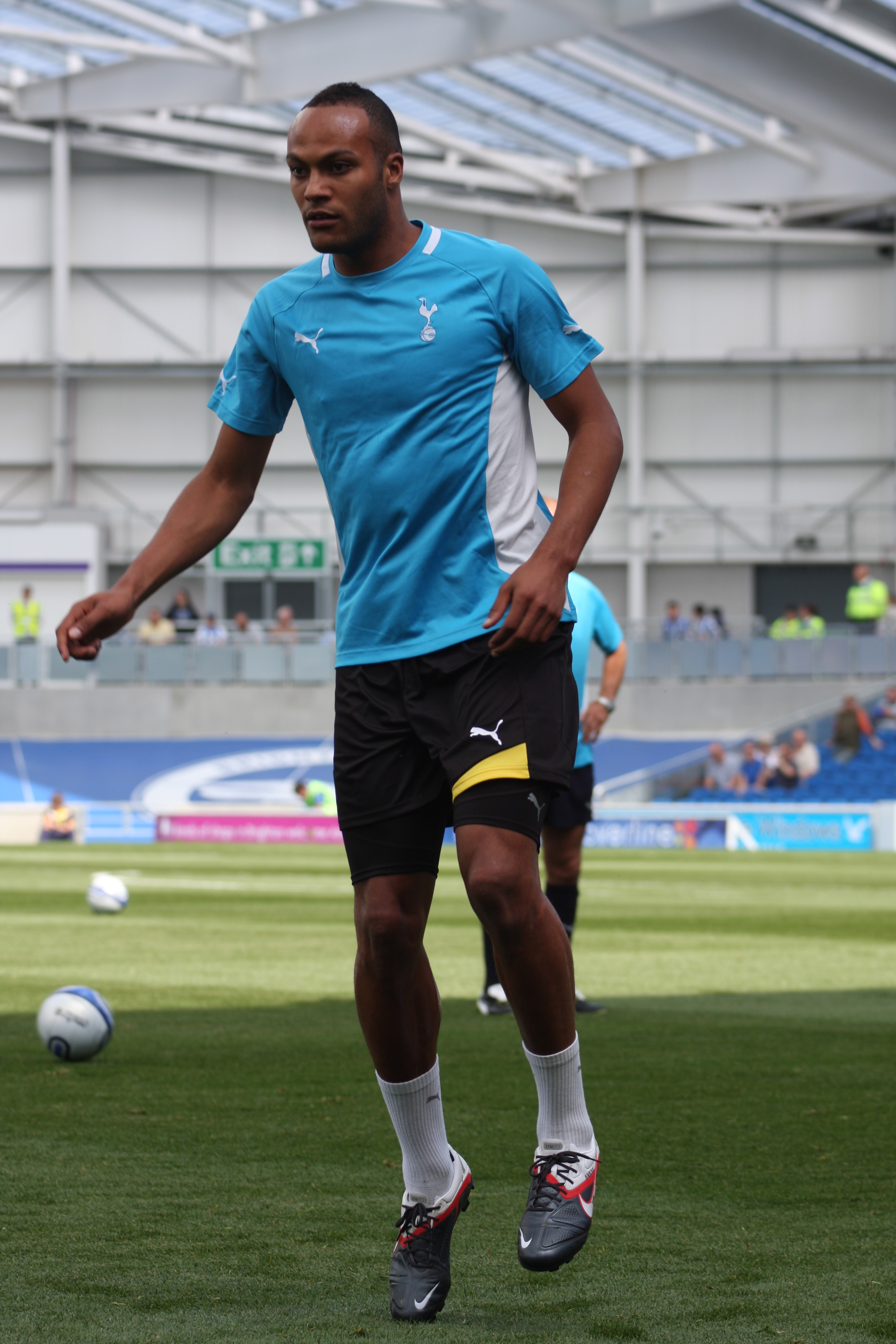

يونس قابول (بالفرنسية: Younès Kaboul)‏ لاعب كرة قدم فرنسي ذا اصول مغربية ولد في 4 يناير عام 1986 في سافوا العليا (إقليم فرنسي). يستطيع قابول اللعب في مركزي الدفاع والوسط.

## الأندية التي لعب لها
لعب قابول مع نادي أوكسير الفرنسي في الفئات السنية منذ عام 2000 حتى عام 2004 ومنذ ذلك العام مثل الفريق الأول للنادي وحقق معهم كأس فرنسا حتى عام 2007 حيث انتقل لنادي توتنهام هوتسبر الإنجليزي ولعب معهم لموسم واحد فقط حقق فيه لقب كأس رابطة الأندية الإنجليزية المحترفة حتى انتقل لنادي بورتسموث الإنجليزي في عام 2008 ثم عاد إلى توتنهام هوتسبر قي النتقالات الشتوية من عام 2010.

## مشاركاته الدولية
كان قابول قائد المنتخب الفرنسي تحت 21 سنة لسنتين. وعلى الرغم من انه من اصول مغربية الا انه لايستطيع اللعب الا للمنتخبات الفرنسية.

## أهداف اللاعب
من عام 2007 حتى عام 2011 
الدوري الإنجليزي الممتاز :
- سجل مع نادي توتنهام هوتسبير الإنجليزي في مباراة فريقه أمام فولهام الإنجليزي وانتهت المباراة بالتعادل 3-3 عام 2007 .
- سجل مع نادي توتنهام هوتسبير الإنجليزي في مباراة فريقه أستون فيلا الإنجليزي وانتهت المباراة بالتعادل 4-4 عام 2007 .
- سجل مع نادي توتنهام هوتسبير الإنجليزي في مباراة فريقه ديربي كاونتي الإنجليزي وانتهت المباراة بفوزهم 3-0 عام 2008 .
- سجل مع نادي بورتسموث الإنجليزي في مباراة فريقه وست بروميتش ألبيون الإنجليزي وانتهت المباراة بتعادلهم 2-2 عام 2009 .
- سجل مع نادي بورتسموث الإنجليزي في مباراة فريقه بولتون واندررز الإنجليزي وانتهت المباراة بخسارتهم 2-3 عام 2009 .
- سجل مع نادي بورتسموث الإنجليزي في مباراة فريقه آرسنال الإنجليزي وانتهت المباراة بخسارتهم 1-4 عام 2009 .
- سجل مع نادي بورتسموث الإنجليزي في مباراة فريقه سندرلاند الإنجليزي وانتهت المباراة بتعادلهم 1-1 عام 2009 .
- سجل مع نادي توتنهام هوتسبير الإنجليزي في مباراة فريقه آرسنال الإنجليزي وانتهت المباراة بفوزهم 3-2 عام 2010 .
- سجل مع نادي توتنهام هوتسبير الإنجليزي في مباراة فريقه مانشستر سيتي الإنجليزي وانتهت المباراة بخسارتهم 1-5 عام 2011 .

كأس الاتحاد الأوروبي :
- سجل مع نادي توتنهام هوتسبير الإنجليزي في مباراة فريقه أمام أنورثوسيس فاماغوستا القبرصي وانتهت المباراة بفوزهم 6-1 عام 2007 .
- سجل مع نادي بورتسموث الإنجليزي في مباراة فريقه أمام إيه سي ميلان الإيطالي وانتهت المباراة بالتعادل 2-2 عام 2008 .

دوري أبطال أوروبا :
- سجل مع نادي توتنهام هوتسبير الإنجليزي في مباراة فريقه أمام فيردر بريمين الألماني وانتهت المباراة بفوزهم 3-0 عام 2010 .

## روابط خارجية
- يونس قابول على موقع رابطة كرة القدم الفرنسية للمحترفين (الإنجليزية)
- يونس قابول على موقع قاعدة بيانات كرة القدم.إي يو (الإنجليزية)
- يونس قابول على موقع ليكيب (الفرنسية)
- يونس قابول على موقع ناشيونال فوتبول تيمز (الإنجليزية)
- يونس قابول على موقع Soccerbase.com (لاعب) (الإنجليزية)
- يونس قابول على موقع Soccerway.com (الإنجليزية)
- يونس قابول على موقع عالم كرة القدم.نت (الإنجليزية)
- يونس قابول على موقع كووورة
- يونس قابول على موقع AS.com (الإسبانية)